# Campeonato Sul-Americano de Atletismo de 1975
O Campeonato Sul-Americano de Atletismo de 1975 foi a 28ª edição do evento, organizado pela CONSUDATLE entre os dias 26 a 31 de agosto na cidade do Rio de Janeiro, no Brasil. 

## Medalhistas

### Masculino
| Evento                      | Ouro                             | Ouro    | Prata                        | Prata   | Bronze                        | Bronze  |
| --------------------------- | -------------------------------- | ------- | ---------------------------- | ------- | ----------------------------- | ------- |
| 100 metros                  | Rui da Silva · Brasil            | 10.5    | Nelson dos Santos · Brasil   | 10.7    | Gustavo Dubarbier · Argentina | 10.7    |
| 200 metros                  | Rui da Silva · Brasil            | 20.9 =  | Jorge Mathias · Brasil       | 21.5    | Gustavo Dubarbier · Argentina | 21.5    |
| 400 metros                  | Delmo da Silva · Brasil          | 47.0    | Jesús Villegas · Colômbia    | 48.0    | Pedro Teixeira · Brasil       | 48.4    |
| 800 metros                  | Carlos Villar · Argentina        | 1:50.6  | Darcy Pereira · Brasil       | 1:51.4  | Agberto Guimarães · Brasil    | 1:51.8  |
| 1 500 metros                | Jesús Barrero · Colômbia         | 3:50.2  | Abel Córdoba · Argentina     | 3:50.9  | Cosme do Nascimento · Brasil  | 3:52.4  |
| 5 000 metros                | Domingo Tibaduiza · Colômbia     | 14:01.2 | Víctor Mora · Colômbia       | 14:02.2 | Edmundo Warnke · Chile        | 14:05.6 |
| 10 000 metros               | Víctor Mora · Colômbia           | 28:45.8 | Domingo Tibaduiza · Colômbia | 28:45.8 | Edmundo Warnke · Chile        | 28:46.2 |
| 20 km marcha atlética       | Ernesto Alfaro · Colômbia        | 1:39:12 | Rafael Vega · Colômbia       | 1:39:52 | Adalberto Scorza · Argentina  | 1:42:15 |
| Maratona                    | Héctor Rodríguez · Colômbia      | 2:12:09 | Brígido Ferreira · Brasil    | 2:21:56 | César Pastrano · Equador      | 2:28:55 |
| 110 metros barreiras        | Márcio Lomónaco · Brasil         | 14.2    | Jesús Villegas · Colômbia    | 14.4    | Alfredo Guzmán · Chile        | 14.8    |
| 400 metros barreiras        | Jesús Villegas · Colômbia        | 50.8    | Fabio Zúñiga · Colômbia      | 51.2    | Aroldo da Silva · Brasil      | 51.7    |
| 3.000 metros com obstáculos | José Romão Silva · Brasil        | 8:46.0  | Víctor Mora · Colômbia       | 8:53.8  | Jesús Barrero · Colômbia      | 9:00.4  |
| 4×100 metros estafetas      | Brasil                           | 40.8    | Colômbia                     | 41.3    | Argentina                     | 41.5    |
| 4×400 metros estafetas      | Brasil                           | 3:09.2  | Argentina                    | 3:14.6  | Chile                         | 3:22.1  |
| Salto em altura             | Benedito Francisco · Brasil      | 2.10    | Luis Barrionuevo · Argentina | 2.03    | Daniel Mamet · Argentina      | 2.03    |
| Salto à vara                | Renato Bortolocci · Brasil       | 4.50 =  | Ciro Valdés · Colômbia       | 4.50    | Fernando Ruocco · Uruguai     | 4.00    |
| Salto em comprimento        | João Carlos de Oliveira · Brasil | 7.66    | Emilio Mazzeo · Argentina    | 7.39    | Ronaldo Lobato · Brasil       | 7.33    |
| Salto triplo                | João Carlos de Oliveira · Brasil | 16.48   | Nelson Prudêncio · Brasil    | 16.45   | Francisco Pichott · Chile     | 15.07   |
| Arremesso de peso           | Juan Turri · Argentina           | 18.21   | José Jacques · Brasil        | 16.53   | José Carbolante · Brasil      | 16.39   |
| Lançamento de disco         | Sérgio Thomé · Brasil            | 50.84   | José Jacques · Brasil        | 49.64   | Mario Peretti · Argentina     | 47.82   |
| Lançamento do martelo       | Darwin Piñeyrúa · Uruguai        | 61.20   | José Vallejo · Argentina     | 61.10   | Celso de Moraes · Brasil      | 60.84   |
| Lançamento do dardo         | Jorge Peña · Chile               | 71.74   | Mario Sotomayor · Colômbia   | 71.16   | Paulo de Faría · Brasil       | 69.40   |
| Decatlo                     | Tito Steiner · Argentina         | 7615    | Geraldo Rodrigues · Brasil   | 6939    | Alfredo Silva · Chile         | 6794    |

### Feminino
| Evento                   | Ouro                                              | Ouro   | Prata                        | Prata  | Bronze                        | Bronze |
| ------------------------ | ------------------------------------------------- | ------ | ---------------------------- | ------ | ----------------------------- | ------ |
| 100 metros               | Silvina Pereira · Brasil                          | 11.7 = | Carmela Bolívar · Peru       | 11.9   | Beatriz Allocco · Argentina   | 11.9   |
| 200 metros               | Silvina Pereira · Brasil                          | 23.4   | Beatriz Allocco · Argentina  | 24.2   | Margarita Grün · Uruguai      | 24.9   |
| 400 metros               | Alejandra Ramos · Chile                           | 55.7   | Valdea Chagas · Brasil       | 55.9   | Miriam da Silva · Brasil      | 56.0   |
| 800 metros               | Ana María Nielsen · Argentina                     | 2:10.7 | Rosângela Verissimo · Brasil | 2:10.8 | Alejandra Ramos · Chile       | 2:12.1 |
| 1 500 metros             | Ana María Nielsen · Argentina                     | 4:27.0 | Iris Fernández · Argentina   | 4:31.9 | Mara Führmann · Brasil        | 4:34.7 |
| 100 metros com barreiras | Maria Luisa Betioli · Brasil                      | 14.3   | Emilia Dyrzka · Argentina    | 14.6   | Viviane Nouailhetas · Brasil  | 14.7   |
| 4×100 metros estafetas   | Argentina                                         | 45.9   | Brasil                       | 45.9   | Peru                          | 48.5   |
| 4×400 metros estafetas   | Brasil                                            | 3:43.8 | Argentina                    | 3:52.6 | Uruguai                       | 3:56.4 |
| Salto em altura          | Maria Luisa Betioli · Brasil                      | 1.75 = | Jurema da Silva · Brasil     | 1.68   | Rosemarie Boeck · Peru        | 1.62   |
| Salto em comprimento     | Silvina Pereira · Brasil                          | 6.11   | Marlene Nascimento · Brasil  | 5.84   | Yvonne Neddermann · Argentina | 5.77   |
| Arremesso de peso        | Maria Boso · Brasil                               | 14.05  | Rosa Molina · Chile          | 13.52  | Verônika Brunner · Brasil     | 13.33  |
| Lançamento de disco      | Odete Domingos · Brasil                           | 50.78  | Maria Boso · Brasil          | 45.18  | Gladys Ortega · Argentina     | 42.24  |
| Lançamento do dardo      | Mariela Zapata Predefinição:Country data ColÔmbia | 43.72  | Barbara dos Santos · Brasil  | 41.10  | María Rojas · Chile           | 40.68  |
| Pentatlo                 | Conceição Geremias · Brasil                       | 3904   | Themis Zambrzycki · Brasil   | 3790   | Emilia Dyrzka · Argentina     | 3708   |

## Quadro de medalhas
| Ordem | País      | Medalha de ouro | Medalha de prata | Medalha de bronze | Total |
| ----- | --------- | --------------- | ---------------- | ----------------- | ----- |
| 1     | Brasil    | 21              | 16               | 12                | 49    |
| 2     | Colômbia  | 7               | 10               | 1                 | 18    |
| 3     | Argentina | 6               | 9                | 10                | 25    |
| 4     | Chile     | 2               | 1                | 8                 | 11    |
| 5     | Uruguai   | 1               | 0                | 3                 | 4     |
| 6     | Peru      | 0               | 1                | 2                 | 3     |
| 7     | Equador   | 0               | 0                | 1                 | 1     |

Legenda
| Recorde mundial       | Recorde mundial (World record)               |                       | Recorde africano                      | Recorde africano (African) |                                           | Q | Classificado por posição (Qualified) |
| Recorde do campeonato | Recorde do campeonato (Championship record)  | Recorde da América    | Recorde da América (Americas)         | q                          | Classificado por melhor tempo (Qualified) |   |                                      |
| Melhor marca do ano   | Melhor marca do ano (World leading)          | Recorde asiático      | Recorde asiático (Asian)              | DNS                        | Não largou (Did not start)                |   |                                      |
| Recorde nacional      | Recorde nacional (National record)           | Recorde europeu       | Recorde europeu (European)            | DNF                        | Não terminou (Did not finish)             |   |                                      |
| Recorde pessoal       | Recorde pessoal do atleta (Personal best)    | Recorde da Oceania    | Recorde da Oceania (Oceania)          | DSQ / DQ                   | Desclassificado (Disqualified)            |   |                                      |
| Recorde da temporada  | Recorde da temporada do atleta (Season best) | Recorde sul-americano | Recorde sul-americano (South America) | NM                         | Sem marca (No mark)                       |   |                                      |